# Dánielné Lengyel Laura
Dániel Miklósné Lengyel Laura (született: Pollák Laura; Újfehértó, 1874. március 28. – Budapest, 1954. június 2.) magyar író, kritikus, újságíró.

## Élete
Pollák Henrik (1850–1907) terménykereskedő és Katz Anna gyermekeként született. Tanulmányait Debrecenben és Szolnokon végezte el. Dosztojevszkij Raszkolnyikovjáról szóló első tanulmánya az Élet című folyóiratban jelent meg 1895-ben. Ezután a Budapesti Hírlapnál dolgozott, mint színikritikus. 1912-ben az irodalmi és színházi részleg vezetője volt. 1927-ben lett a Pesti Hírlap munkatársa.
Nevét az újfehértói Lengyel Laura Óvoda viseli.
Házastársa Dániel (Katz) Miklós (1862–1925) bankigazgató volt, akivel 1907. augusztus 28-án Budapesten, a Ferencvárosban kötött házasságot. Lánya Dániel Anna írónő, irodalomtörténész.

## Költészete
Az ember gyöngeségeinek megértése és megbocsátása műveinek vezérfonala. Magas színvonalú kifinomodott ízléssel alkotott.

## Művei
- Balázs Klára (regény, 1897)
- Álmok (tárcalevelek, 1899)
- Klára regénye (regény, 1900)
- Dénes Olga házassága (regény, 1902)
- A boldogság útja (regény, 1904)[6]
- Elbeszélések (1905)[7]
- Vera naplója (regény, 1906)[8]
- Egy leány (regény, 1907)
- Fehér keresztek (regény, 1908)
- Máb királyné (elbeszélések, 1911)
- A három galamb (regény, 1912)
- Bánk Judit (regény, 1913)
- Edith (1914)
- A császár anyja (dráma, 1920)
- Az adlersfeldi szent Ágnes (1921)
- Beatrix (történelmi elbeszélés, 1921)
- Tűzhalál (dráma, 1923)[9]
- Medici Lőrincné a Hattyú-utcában (regény, 1923)[10]
- Rolandné (regény, 1925)[11]
- Bethlen Gábor udvarában (regény, 1931)
- A tündérkirályné meséi (elbeszélések, 1931)
- Marica (regény, 1931)
- A császár udvarában (regény, 1933)
- Magyar testőrök Bécsben (regény, 1936)
- Viki : Egy királynő leányévei (regény, 1936)
- Rhédey Claudina (regény, 1939)
- Hágár a pusztában (regény, 1940)[12]

## Bemutatott színdarabjai
- A császár anyja. Bemutató 1921. szeptember 30. Magyar Színház.
- Teréz színésznő lesz. Bemutató 1922. április 6. Andrássy úti Színház.
- Tűzhalál. Bemutató 1923. március 23. Nemzeti Színház.